# 梅尼勒塞利耶尔
梅尼勒塞利耶尔（法語：Mesnil-Sellières，法語發音：[menil sɛljɛʁ]）是法国奥布省的一个市镇，位于该省中部偏东，属于特鲁瓦区。

## 地理
梅尼勒塞利耶尔（48°20'24"N, 4°13'16"E）面积8.43 平方千米，位于法国大東部大區奥布省，该省份为法国中北部省份，北起马恩省，西接塞纳-马恩省，西南至约讷省，东南至科多尔省，东临上马恩省。
与梅尼勒塞利耶尔接壤的市镇（或旧市镇、城区）包括：阿桑西耶尔、布朗通、多什、洛布雷塞勒、鲁伊-萨塞、维勒谢蒂夫。
梅尼勒塞利耶尔的时区为UTC+01:00、UTC+02:00（夏令时）。

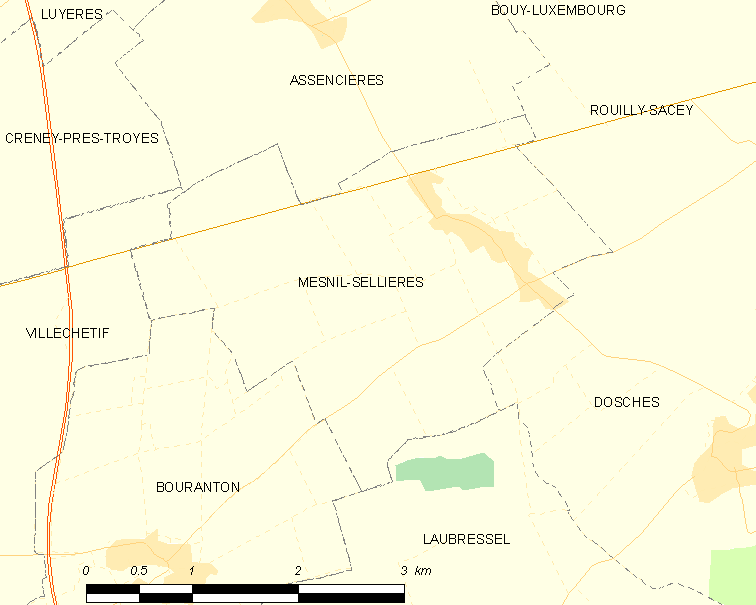
梅尼勒塞利耶尔的OSM定位图

## 行政
梅尼勒塞利耶尔的邮政编码为10220，INSEE市镇编码为10239。

## 政治
梅尼勒塞利耶尔所属的省级选区为布列讷堡县。

## 人口

1962-2008年间梅尼勒塞利耶尔人口变化图示

梅尼勒塞利耶尔于2022年1月1日时的人口数量为574人。